# 妙之吻
妙之吻（韩语：밀키스）是由韩国饮料公司乐天七星生产的乳味碳酸飲料。妙之吻有橙子、草莓、芒果、甜瓜、香蕉、桃子、苹果和经典（常规）口味。 

## 历史
妙之吻于1989年推出，推出當年香港演员周润发就成為其代言人，周润发也因此成为首位出演韩国电视广告的外国艺人。 2021年，妙之吻對華出口達2500万罐，创下該飲料进军中国市场30多年来的最高纪录。

## 另見
- 可爾必思
- 娃哈哈
- 益力多